# Quattro Giorni di Dunkerque 1998
La Quattro Giorni di Dunkerque 1998, quarantaquattresima edizione della corsa, si svolse dal 5 al 10 maggio su un percorso di 1055 km ripartiti in 6 tappe (la terza suddivisa in due semitappe), con partenza e arrivo a Dunkerque. Fu vinta dal kazako Aleksandr Vinokurov della Casino davanti al lituano Arturas Kasputis e al russo Evgenij Berzin.

## Tappe
| Tappa  | Data      | Percorso                                                | km    | Vincitore di tappa    | Leader cl. generale |
| ------ | --------- | ------------------------------------------------------- | ----- | --------------------- | ------------------- |
| 1ª     | 5 maggio  | Dunkerque > Grande-Synthe                               | 180   | Jaan Kirsipuu         | Jaan Kirsipuu       |
| 2ª     | 6 maggio  | Audruicq > Amiens                                       | 187   | Ján Svorada           | Arvis Piziks        |
| 3ª-1ª  | 7 maggio  | Haucourt > Boulogne-sur-Mer                             | 107,2 | Alexander Gontchenkov | Arvis Piziks        |
| 3ª-2ª  | 7 maggio  | Boulogne-sur-Mer > Boulogne-sur-Mer (cron. individuale) | 24    | Serhij Hončar         | Aleksandr Vinokurov |
| 4ª     | 8 maggio  | Gravelines > Loon-Plage                                 | 187,3 | Silvio Martinello     | Aleksandr Vinokurov |
| 5ª     | 9 maggio  | Cappelle-la-Grande > Rodeberg                           | 186   | Gabriele Colombo      | Aleksandr Vinokurov |
| 6ª     | 10 maggio | Leffrinckoucke > Dunkerque                              | 183,8 | Fabrizio Guidi        | Aleksandr Vinokurov |
| Totale | Totale    | Totale                                                  | 1055  |                       |                     |

## Dettagli delle tappe

### 1ª tappa
- 5 maggio: Dunkerque > Grande-Synthe – 180 km

| Pos. | Corridore       | Squadra | Tempo    |
| ---- | --------------- | ------- | -------- |
| 1    | Jaan Kirsipuu   | Casino  | 4h14'52" |
| 2    | Stéphane Barthe | Casino  | s.t.     |
| 3    | Arvis Piziks    | Home    | s.t.     |

| Pos. | Corridore     | Squadra | Tempo    |
| ---- | ------------- | ------- | -------- |
| 1    | Jaan Kirsipuu | Casino  | 4h14'52" |

### 2ª tappa
- 6 maggio: Audruicq > Amiens – 187 km

| Pos. | Corridore           | Squadra       | Tempo    |
| ---- | ------------------- | ------------- | -------- |
| 1    | Ján Svorada         | Mapei-Bricobi | 4h52'07" |
| 2    | Arvis Piziks        | Home          | s.t.     |
| 3    | Aleksandr Vinokurov | Casino        | s.t.     |

| Pos. | Corridore    | Squadra | Tempo    |
| ---- | ------------ | ------- | -------- |
| 1    | Arvis Piziks | Home    | 9h06'49" |

### 3ª tappa - 1ª semitappa
- 7 maggio: Haucourt > Boulogne-sur-Mer – 107,2 km

| Pos. | Corridore             | Squadra       | Tempo    |
| ---- | --------------------- | ------------- | -------- |
| 1    | Alexander Gontchenkov | Ballan        | 2h16'16" |
| 2    | Laurent Brochard      | Festina-Lotus | s.t.     |
| 3    | Mariano Piccoli       | Brescialat    | a 3"     |

| Pos. | Corridore    | Squadra | Tempo |
| ---- | ------------ | ------- | ----- |
| 1    | Arvis Piziks | Home    |       |

### 3ª tappa - 2ª semitappa
- 7 maggio: Boulogne-sur-Mer > Boulogne-sur-Mer (cron. individuale) – 24 km

| Pos. | Corridore           | Squadra       | Tempo   |
| ---- | ------------------- | ------------- | ------- |
| 1    | Serhij Hončar       | Cantina Tollo | 31'18"  |
| 2    | Aleksandr Vinokurov | Casino        | a 37"   |
| 3    | Laurent Brochard    | Festina-Lotus | a 1'01" |

| Pos. | Corridore           | Squadra | Tempo     |
| ---- | ------------------- | ------- | --------- |
| 1    | Aleksandr Vinokurov | Casino  | 11h55'14" |

### 4ª tappa
- 8 maggio: Gravelines > Loon-Plage – 187,3 km

| Pos. | Corridore         | Squadra | Tempo    |
| ---- | ----------------- | ------- | -------- |
| 1    | Silvio Martinello | Polti   | 4h12'22" |
| 2    | Adriano Baffi     | Ballan  | s.t.     |
| 3    | Stuart O'Grady    | Gan     | s.t.     |

| Pos. | Corridore           | Squadra | Tempo     |
| ---- | ------------------- | ------- | --------- |
| 1    | Aleksandr Vinokurov | Casino  | 16h07'36" |

### 5ª tappa
- 9 maggio: Cappelle-la-Grande > Rodeberg – 186 km

| Pos. | Corridore           | Squadra    | Tempo    |
| ---- | ------------------- | ---------- | -------- |
| 1    | Gabriele Colombo    | Ballan     | 4h32'46" |
| 2    | Roberto Sgambelluri | Brescialat | s.t.     |
| 3    | Laurent Desbiens    | Cofidis    | a 10"    |

| Pos. | Corridore           | Squadra | Tempo     |
| ---- | ------------------- | ------- | --------- |
| 1    | Aleksandr Vinokurov | Casino  | 20h39'05" |

### 6ª tappa
- 10 maggio: Leffrinckoucke > Dunkerque – 183,8 km

| Pos. | Corridore      | Squadra | Tempo    |
| ---- | -------------- | ------- | -------- |
| 1    | Fabrizio Guidi | Polti   | 4h13'24" |
| 2    | Stuart O'Grady | Gan     | s.t.     |
| 3    | Adriano Baffi  | Ballan  | s.t.     |

| Pos. | Corridore           | Squadra | Tempo     |
| ---- | ------------------- | ------- | --------- |
| 1    | Aleksandr Vinokurov | Casino  | 24h52'29" |
| 2    | Arturas Kasputis    | Casino  | a 34"     |
| 3    | Evgenij Berzin      | FDJ     | a 1'00"   |

## Classifiche finali

### Classifica generale
| Pos. | Corridore           | Squadra                | Tempo     |
| ---- | ------------------- | ---------------------- | --------- |
| 1    | Aleksandr Vinokurov | Casino                 | 24h52'29" |
| 2    | Arturas Kasputis    | Casino                 | a 34"     |
| 3    | Evgenij Berzin      | FDJ                    | a 1'00"   |
| 4    | Aart Vierhouten     | Rabobank               | a 1'42"   |
| 5    | Vjačeslav Ekimov    | US Postal Service      | a 2'01"   |
| 6    | Magnus Bäckstedt    | Gan                    | a 2'11"   |
| 7    | Bruno Thibout       | Cofidis                | a 2'31"   |
| 8    | Arvis Piziks        | Team Home-Jack & Jones | a 2'47"   |
| 9    | Alexei Sivakov      | Big Mat-Auber 93       | a 3'13"   |
| 10   | Stuart O'Grady      | Gan                    | a 3'15"   |